# Heavy Horses
| Recensione       | Giudizio |
| ---------------- | -------- |
| AllMusic         |          |
| Progarchives     |          |
| George Starostin | [ 4 ]    |

(da "Heavy Horses")
Heavy Horses è l'undicesimo album della band progressive rock inglese Jethro Tull, pubblicato nel 1978.

## Il disco
Heavy Horses è considerato il secondo album di una trilogia di folk rock, completata dal precedente Songs from the Wood e dal successivo Stormwatch e caratterizzata dalla presenza di temi del folklore britannico.
Si differenzia da Songs from the Wood per un ritorno al genere progressive, ciononostante il folk rock che ha caratterizzato il precedente album è ancora fortemente presente.
Diverse canzoni riguardano gli animali, proseguendo la tradizione di Songs from the Wood, ma l'album è più cupo e meno allegro, con maggiori riferimenti alla civiltà moderna. Questo aspetto è ricalcato anche dalla musica, con il suono della chitarra elettrica molto più presente.
È uno degli album più apprezzati dai fans ma anche dalla critica, specialmente durante le esibizioni live. Benché l'edizione rimasterizzata del 2003 contenga due gemme molto amate dai fan, è stata oggetto di lamentele per via di vari problemi di volume presenti durante le tracce e perché nel brano "Rover" era sparito l'accompagnamento d'archi presente invece su tutte le altre edizioni.

## Tracce
Tutte le canzoni sono state scritte da Ian Anderson.
1. ...And the Mouse Police Never Sleeps – 3:11
2. Acres Wild – 3:22
3. No Lullaby – 7:54
4. Moths – 3:24
5. Journeyman – 3:55
6. Rover – 4:59
7. One Brown Mouse – 3:21
8. Heavy Horses – 8:57
9. Weathercock – 4:02
  - Bonus track presenti nella versione del 2003:
10. Living in These Hard Times – 3:09
11. Broadford Bazaar – 3:38

### ...And the Mouse Police Never Sleeps
L'album si apre con un pezzo dedicato ai gatti. Anderson ci ricorda che la morte, sia essa naturale o provocata, è comunque parte della natura, nella fattispecie il gatto uccide il topo. L'uomo moderno sembra non volere accettare questo concetto.

### Acres Wild
La canzone affronta l'argomento del sesso ("I'll make love to you"), ma non viene descritto il rapporto in sé quanto piuttosto il luogo dove dovrà essere consumato: a tal proposito vengono raffigurati due scenari, uno rurale e uno urbano.

### No Lullaby
Letteralmente "nessuna ninnananna", la traccia a prima vista sembra rivolgersi ai bambini, invitandoli a fare attenzione ad ogni genere di pericolo o insidia. Il significato del testo può assumere però un significato più profondo qualora fossimo noi ascoltatori coloro ai quali si rivolge l'autore, tenendo anche in conto l'epoca particolarmente calda a livello storico in cui fu scritta la canzone.

### Moths
Il pezzo è dedicato alle falene ed è intuibile la descrizione di un rapporto amoroso fra due innamorati mentre le falene danzano alla luce di una candela. La musica e la voce di Anderson evocano un'atmosfera di tenerezza.

### Journeyman
La canzone descrive uomini d'affari costretti a viaggiare in treno in continuazione e la mancanza del focolare domestico. Si riallaccia a "Fire at Midnight" dell'album Songs from the Wood e alla successiva "Home" dell'album Stormwatch.

### Rover
Il secondo lato si apre con una canzone dedicata ai viandanti: infatti, il protagonista della canzone è un vagabondo che parla in prima persona all'ascoltatore.

### One Brown Mouse
La traccia in questione è ispirata ad una poesia di Robert Burns, Ode To A Mouse (Ode a un topo). I primi 3 versi della poesia sono recitati dallo stesso Anderson nella versione edita sull'album The Best of Acoustic Jethro Tull (2007).

### Heavy Horses
La title track, si tratta di una delle canzoni in assoluto più apprezzate dai fans nella storia della band. In essa Anderson elogia i cavalli lavoratori della Gran Bretagna, che non sembrano più necessari con l'avvento delle macchine. Nel testo vengono citate le razze equine Clydesdale, Suffolk, Percheron e Shire.

### Weathercock
Weathercock è la banderuola che si posiziona in cima al tetto di una casa per indicare la direzione del vento, solitamente a forma di gallo con una freccia posta di traverso e le lettere W, E, S, N ad indicare i 4 punti cardinali. Il tempo atmosferico viene utilizzato come analogia per descrivere la situazione dell'essere umano in generale ed è un preludio al successivo album Stormwatch, che tratterà il tema del clima.

### Broadford Bazaar
Si tratta della prima bonus track, inserita soltanto nella rimasterizzazione del 2003 ma edita per la prima volta sull'album Nightcap (1993). Broadford è una piccola cittadina sull'isola di Skye (di dove è originario Anderson), ciononostante piuttosto caotica soprattutto per i molti turisti che hanno provocato la nascita di numerosi negozi. Il tutto è servito da ispirazione per la composizione del pezzo.

### Living in These Hard Times
La seconda bonus track dell'album, edita per la prima volta in 20 Years of Jethro Tull (1988). Il testo riflette la diffusa atmosfera di crisi economica che regnava fra gli anni settanta e gli anni ottanta.

## Heavy Horses - New Shoes Edition
Il 2 marzo 2018, in occasione del 40º anniversario del disco, venne pubblicato il box set Heavy Horses - New Shoes Edition. L'album venne riproposto in un cofanetto comprendente 3 CD e 2 DVD, contenenti tutti i brani remixati da Steven Wilson, brani extra e dal vivo del 1978.

### Disco 1
1. ....And The Mouse Police Never Sleeps (Steven Wilson Stereo Remix)
2. Acres Wild (Steven Wilson Stereo Remix)
3. No Lullaby (Steven Wilson Stereo Remix)
4. Moths (Steven Wilson Stereo Remix)
5. Journeyman (Steven Wilson Stereo Remix)
6. Rover (Steven Wilson Stereo Remix)
7. One Brown Mouse (Steven Wilson Stereo Remix)
8. Heavy Horses (Steven Wilson Stereo Remix)
9. Weathercock (Steven Wilson Stereo Remix)
10. Living In These Hard Times (Version 2) [Steven Wilson Stereo Remix]
11. Everything In Our Lives (Steven Wilson Stereo Remix)
12. Jack-A-Lynn (Steven Wilson Stereo Remix)
13. Quatrain (Studio Version) [Steven Wilson Stereo Remix]
14. Horse-Hoeing Husbandry (Steven Wilson Stereo Remix)
15. Beltane (Steven Wilson Stereo Remix)
16. Botanic Man (Steven Wilson Stereo Remix)
17. Living In These Hard Times (Version 1) [Steven Wilson Stereo Remix]
18. Botanic Man Theme/A Town In England (Steven Wilson Stereo Remix)

### Disco 2 - Live In Concert In Berne 28th May 1978 CD 1
1. Opening Music (Quartet)
2. Introduction by Claude Nobs (Spoken Word)
3. No Lullaby (Live In Concert In Berne 28th May 1978) [Jakko Jakszyk Stereo Remix] [Part One]
4. Sweet Dream (Live In Concert In Berne 28th May 1978) [Jakko Jakszyk Stereo Remix] [Part One]
5. Skating Away On The Thin Ice Of The New Day (Live In Concert In Berne 28th May 1978) [Jakko Jakszyk Stereo Remix] [Part One]
6. Jack-In-The-Green (Live In Concert In Berne 28th May 1978) [Jakko Jakszyk Stereo Remix] [Part One]
7. One Brown Mouse (Live In Concert In Berne 28th May 1978) [Jakko Jakszyk Stereo Remix] [Part One]
8. Heavy Horses (Live In Concert In Berne 28th May 1978) [Jakko Jakszyk Stereo Remix] [Part One]
9. A New Day Yesterday (Live In Concert In Berne 28th May 1978) [Jakko Jakszyk Stereo Remix] [Part One]
10. Flute Solo Improvisation/God Rest Ye Merry Gentlemen/Bouree (Live In Concert In Berne 28th May 1978) [Jakko Jakszyk Stereo Remix] [Part One]
11. Living In The Past/A New Day Yesterday (Reprise) [Live In Concert In Berne 28th May 1978] [Jakko Jakszyk Stereo Remix] [Part One]
12. Songs From The Wood (Live In Concert In Berne 28th May 1978) [Jakko Jakszyk Stereo Remix] [Part One]

### Disco 3 - Live In Concert In Berne 28th May 1978 CD 2
1. Thick As A Brick (Live In Concert In Berne 28th May 1978) [Jakko Jakszyk Stereo Remix] [Part Two]
2. Hunting Girl (Live In Concert In Berne 28th May 1978) [Jakko Jakszyk Stereo Remix] [Part Two]
3. Too Old To Rock 'n' Roll: Too Young To Die (Live In Concert In Berne 28th May 1978) [Jakko Jakszyk Stereo Remix] [Part Two]
4. Conundrum (Live In Concert In Berne 28th May 1978) [Jakko Jakszyk Stereo Remix] [Part Two]
5. Minstrel in the Gallery (Live In Concert In Berne 28th May 1978) [Jakko Jakszyk Stereo Remix] [Part Two]
6. Cross-Eyed Mary (Live In Concert In Berne 28th May 1978) [Jakko Jakszyk Stereo Remix] [Part Two]
7. Quatrain (Live In Concert In Berne 28th May 1978) [Jakko Jakszyk Stereo Remix] [Part Two]
8. Aqualung (Live In Concert In Berne 28th May 1978) [Jakko Jakszyk Stereo Remix] [Part Two]
9. Locomotive Breath (Live In Concert In Berne 28th May 1978) [Jakko Jakszyk Stereo Remix] [Part Two]
10. The Dambusters March/Aqualung (Reprise) [Live In Concert In Berne 28th May 1978] [Jakko Jakszyk Stereo Remix] [Part Two]

### DVD 1
1. Heavy Horses - DTS and Dolby Digital 5.1 surround sound and Dolby Digital Stereo by Steven Wilson
2. Heavy Horses - 96/24 stereo PCM

### DVD 2
Live In Concert In Berne 28th May 1978
1. Opening Music (Quartet)
2. Introduction by Claude Nobs (Spoken Word)
3. No Lullaby (Live In Concert In Berne 28th May 1978) [Jakko Jakszyk 96/24 Stereo, 5.1 DTS & DD Remix] [Part One]
4. Sweet Dream (Live In Concert In Berne 28th May 1978) [Jakko Jakszyk 96/24 Stereo, 5.1 DTS & DD Remix] [Part One]
5. Skating Away On The Thin Ice Of The New Day (Live In Concert In Berne 28th May 1978) [Jakko Jakszyk 96/24 Stereo, 5.1 DTS & DD Remix] [Part One]
6. Jack-In-The-Green (Live In Concert In Berne 28th May 1978) [Jakko Jakszyk 96/24 Stereo, 5.1 DTS & DD Remix] [Part One]
7. One Brown Mouse (Live In Concert In Berne 28th May 1978) [Jakko Jakszyk 96/24 Stereo, 5.1 DTS & DD Remix] [Part One]
8. Heavy Horses (Live In Concert In Berne 28th May 1978) [Jakko Jakszyk 96/24 Stereo, 5.1 DTS & DD Remix] [Part One]
9. A New Day Yesterday (Live In Concert In Berne 28th May 1978) [Jakko Jakszyk 96/24 Stereo, 5.1 DTS & DD Remix] [Part One]
10. Flute Solo Improvisation/God Rest Ye Merry Gentlemen/Bouree (Live In Concert In Berne 28th May 1978) [Jakko Jakszyk 96/24 Stereo, 5.1 DTS & DD Remix] [Part One]
11. Living In The Past/A New Day Yesterday (Reprise) [Live In Concert In Berne 28th May 1978] [Jakko Jakszyk 96/24 Stereo, 5.1 DTS & DD Remix] [Part One]
12. Songs From The Wood (Live In Concert In Berne 28th May 1978) [Jakko Jakszyk 96/24 Stereo, 5.1 DTS & DD Remix] [Part One]
13. Thick As A Brick (Live In Concert In Berne 28th May 1978) [Jakko Jakszyk 96/24 Stereo, 5.1 DTS & DD Remix] [Part Two]
14. Hunting Girl (Live In Concert In Berne 28th May 1978) [Jakko Jakszyk 96/24 Stereo, 5.1 DTS & DD Remix] [Part Two]
15. Too Old To Rock 'n' Roll: Too Young To Die (Live In Concert In Berne 28th May 1978) [Jakko Jakszyk 96/24 Stereo, 5.1 DTS & DD Remix] [Part Two]
16. Conundrum (Live In Concert In Berne 28th May 1978) [Jakko Jakszyk 96/24 Stereo, 5.1 DTS & DD Remix] [Part Two]
17. Minstrel in the Gallery (Live In Concert In Berne 28th May 1978) [Jakko Jakszyk 96/24 Stereo, 5.1 DTS & DD Remix] [Part Two]
18. Cross-Eyed Mary (Live In Concert In Berne 28th May 1978) [Jakko Jakszyk 96/24 Stereo, 5.1 DTS & DD Remix] [Part Two]
19. Quatrain (Live In Concert In Berne 28th May 1978) [Jakko Jakszyk 96/24 Stereo, 5.1 DTS & DD Remix] [Part Two]
20. Aqualung (Live In Concert In Berne 28th May 1978) [Jakko Jakszyk 96/24 Stereo, 5.1 DTS & DD Remix] [Part Two]
21. Locomotive Breath (Live In Concert In Berne 28th May 1978) [Jakko Jakszyk 96/24 Stereo, 5.1 DTS & DD Remix] [Part Two]
22. The Dambusters March/Aqualung (Reprise) [Live In Concert In Berne 28th May 1978] [Jakko Jakszyk 96/24 Stereo, 5.1 DTS & DD Remix] [Part Two]
23. Heavy Horses (Video)
24. Moths (Video)
25. Bursting Out (TV Ad) [Video]
26. Bursting Out & Madison Square Garden Show (TV Ad) [Video]

## Formazione

### Formazione ufficiale
- Ian Anderson - voce, flauti, chitarra acustica, mandolino
- Martin Barre - chitarra
- John Evan - pianoforte, organo
- John Glascock - basso
- Barriemore Barlow - batteria, percussioni

### Ospiti
- David Palmer - tastiere, organo, arrangiamenti orchestrali
- Darryl Way - violino in Heavy Horses e Acres Wild